# لوشارتز
لوشارتز (بالألمانية: Lüscherz) هي إحدى بلديات مقاطعة سيلاند في كانتون برن في سويسرا. تبلغ مساحتها 5.40 كيلومتر مربع، ويقدر عدد سكانها بـ 528 نسمة (حسب تعداد ديسمبر 2015).

## أعلام
- توماس غريم